# Navarredonda de Gredos
Navarredonda de Gredos ist ein Ort und eine aus zwei Siedlungskernen (Navarredonda und Barajas) bestehende zentralspanische Berggemeinde (municipio) mit nur noch 446 Einwohnern (Stand: 2024) in der Provinz Ávila in der Autonomen Region Kastilien-León.

## Lage und Klima
Der ca. 1525 m hoch gelegene Bergort Navarredonda liegt im Nordosten des maximal 2592 m hohen Gebirgszugs der Sierra de Gredos gut 3 km nördlich des Oberlaufs des Río Tormes. Die Provinzhauptstadt Ávila liegt gut 67 km nordöstlich; die Stadt Salamanca ist ca. 105 km in nordwestlicher Richtung entfernt. Das Klima im Winter ist kühl, im Sommer dagegen gemäßigt bis warm; die eher geringen Niederschlagsmengen (ca. 470 mm/Jahr) fallen – mit Ausnahme der nahezu regenlosen Sommermonate – verteilt übers ganze Jahr.

## Bevölkerungsentwicklung
| Jahr      | 1857  | 1900  | 1950  | 2000 | 2019 |
| Einwohner | 1.040 | 1.017 | 1.036 | 493  | 434  |

Aufgrund der Mechanisierung der Landwirtschaft, der Aufgabe bäuerlicher Kleinbetriebe und dem damit einhergehenden Verlust an Arbeitsplätzen ist die Einwohnerzahl der Gemeinde seit den 1950er Jahren deutlich rückläufig (Landflucht).

## Wirtschaft
Das wirtschaftliche Leben der Gemeinde ist in hohem Maße agrarisch orientiert – früher wurde Getreide zur Selbstversorgung ausgesät; Gemüse stammte aus den Hausgärten und auch Viehzucht wurde betrieben. Seit den letzten Jahrzehnten des 20. Jahrhunderts spielt der ländliche Tourismus (turismo rural) eine immer bedeutsamer werdende Rolle im Wirtschaftsleben der Gemeinde.

## Geschichte
Obwohl der Ort zum ehemaligen Siedlungsgebiet der Vettonen gehörte, wurden bislang weder keltische, römische, westgotische noch maurische Funde entdeckt. Man muss daher annehmen, dass das hochgelegene Gebiet jahrhundertelang nur als Sommerweide für die Herden der Transhumanten diente und erst nach der Rückeroberung (reconquista) Ávilas im 11. Jahrhundert allmählich besiedelt wurde. Im späten Mittelalter und der frühen Neuzeit wurde das Gebiet am Oberlauf des Río Tormes von Piedrahíta aus verwaltet.

## Sehenswürdigkeiten
Navarredonda

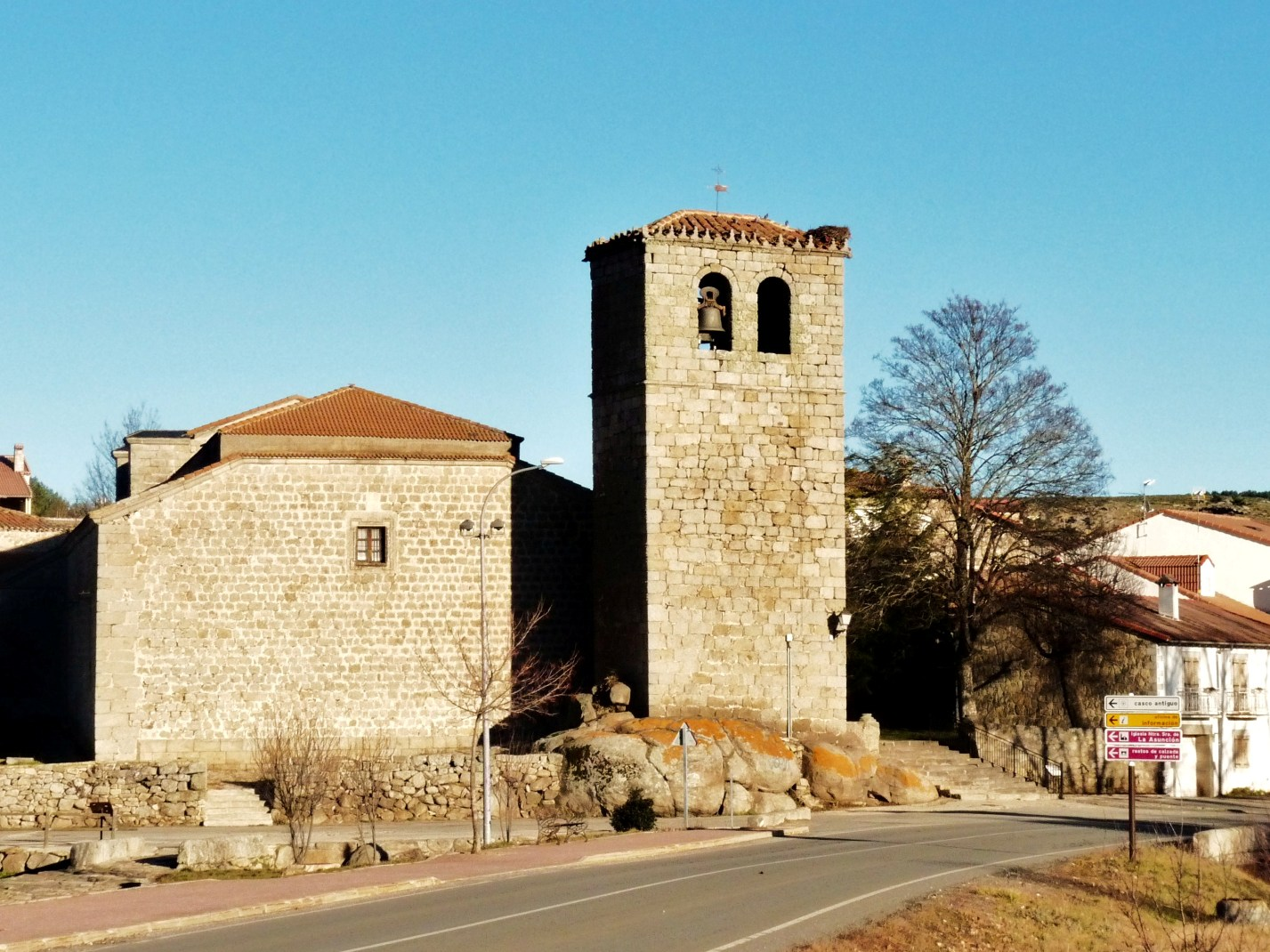
Navarredonda de Gredos – Iglesia de Nuestra Señora de la Asunción

- Die der Himmelfahrt Mariens geweihte Iglesia de Nuestra Señora de la Asunción ist ein Bau des 16. Jahrhunderts; der aus exakt behauenen Steinen errichtete Glockenturm (campanero) scheint etwas später angebaut worden zu sein. Das Portal befindet sich auf der Südseite. Das durch zwei Arkaden unterteilte Kirchenschiff wird von einem hölzernen Dachstuhl überspannt; Chor und Apsis haben ein sternförmiges Rippengewölbe, unter welchem sich ein vergoldeter Altarretabel (retablo) aus der Zeit der Renaissance befindet.[4]

Barajas
- Die im 15. Jahrhundert erbaute Iglesia de San Benito Abad im ca. 1,5 km westlich gelegenen Ortsteil Barajas ist dem hl. Benedikt von Nursia geweiht. Sie hat einen nur über eine Außentreppe erreichbaren Glockengiebel (espadaña) mit dahinter liegender Glockenstube. Der durch einen offenen Vorbau geschützte Eingang zur Kirche befindet sich auf der Südseite. Das durch hölzerne Stützen dreigeteilte Kirchenschiff wird von einem hölzernen Dachstuhl überspannt.
- Unweit der Kirche befindet sich die alte Dorfschmiede; davor steht ein Klauenstand (potro de herrar).